# John Blakemore
John Blakemore (15. července 1936 – 14. ledna 2025) byl anglický fotograf, který pracoval v dokumentární fotografii, krajinářské fotografii, fotografii zátiší a vytvářel ručně vyráběné knihy. Od roku 1970 tento obor učil na plný úvazek.
Blakemore získal cenu Arts Council, organizoval putovní výstavu British Council a v roce 1992 vyhrál cenu Foxe Talbota za fotografii. V roce 1998 byl jmenován čestným členem Královské fotografické společnosti. Velká část Blakemoreova archivu je součástí sbírek v Birminghamské knihovny.

## Život a práce
Blakemore se narodil 15. července 1936 v Coventry a vystudoval John Gulson School. Dědečkova láska ke koním a venkovu ovlivnila jeho první práci na místní farmě, kterou opustil po neshodě s majitelem ohledně způsobů hospodaření , než začal pracovat jako pěstitel ve Warwickshire a Shropshire. Jako samouk ve fotografii objevil toto médium, když absolvoval národní službu a nastoupil do Royal Air Force jako sanitář v Tripolisu v letech 1954–1956, zkušenost, která potvrdila jeho pacifismus.  Objednal si přístroj Kodak Retina IIc z Adenu a začal fotografovat své okolí v severní Africe a naučil se základy v temné komoře vojenského tábora. 
Blakemore zemřel po krátké nemoci v Derby dne 14. ledna 2025 ve věku 88 let.

## Profesionální fotograf
Blakemoreovy válečné zážitky z dětství a zhlédnutí výstavy Edwarda Steichena Lidská rodina ve vydání Picture Post, které mu do Libye poslala jeho matka, byly vlivné. Steichenova dokumentární výstava byla uvedena v londýnské Royal Festival Hall ve dnech 1.–30. srpna 1956 a Blakemore ji považoval za „způsob, jak lidem ukázat, jaký je svět. Fotografii jsem velmi viděl jako možný způsob, jak změnit společnost“. Zpočátku ho to při návratu domů inspirovalo k fotografování lidí z Coventry a jeho poválečné rekonstrukce na volné noze v letech 1956–1958 s fotografickou agenturou Black Star. Mezitím pracoval na osobních projektech na Hillfields, která byla v přechodové fázi a na produkci v Coventry Cathedral of West Side Story. Časopisů, které by takové příběhy publikovaly, však poté s nástupem televize ubývalo. 
V roce 1958 se oženil a stal se ředitelem Taylor Brothers Studio v Coventry a poté v různých studiích včetně Richard Sadler Studio (1962–1963) a Courtaulds of Coventry (1963–1968), kde byl poprvé zaměstnán jako černobílý tiskař, než byl povýšen na fotografa, pak v letech 1968–1969 pracoval v Hilton Studios v Londýně. V roce 1970 se znovu oženil a od té doby opět pracoval na volné noze. 

## Umělecká fotografie
Blakemore měl svou první samostatnou výstavu, dokumentární seriál Area in Transition na Coventry College of Art, ale poté, co v roce 1974 obdržel grant od Arts Council Velké Británie, se soustředil na své krajiny na severozápadě Skotska, Severního Walesu a Derbyshire. Další stipendia od Arts Council obdržel v roce 1976 a 1979. 
Pro své krajiny pracoval Blakemore černobíle pomocí velkoformátové kamery 4×5 (v roce 1990 byl hlášen jako model Micro Precision Products vyrobený v letech 1941 až 1982) a aplikoval zonální systém a mnoho práce v temné komoře nad svými tisky. Popular Photography poznamenal, že technika, kterou používal pro zachycení pocitu pohybu ve svých krajinách, zahrnovala vytváření vícenásobných expozic, překrývání „jednoho nebo více větrem ošlehaných snímků přes snímek, na kterém není patrný žádný pohyb. To mu umožňuje maximální kontrolu nad pohybem a implikovat energii."
Ve svém domácím studiu také vytvářel snímky zátiší, včetně série o tulipánech. Jan Fyfe, která uznává vliv své práce na její, poznamenává, že „Blakemoreova praxe je postavena na intimitě, kterou nalézá při trvalém zkoumání malých oblastí, a pro něj je zahrada uzavřenou a soukromou krajinou, prostorem mezi ‚přírodou‘ a kulturou“; a cituje své vlastní prohlášení, že jeho práce je „založena na známosti [a] na dlouhodobém a intenzivním zkoumání předmětu […] nebo konkrétního místa“ a jako proces mapování času používal metody dvojí expozice.“

## Lektor
Na počátku 70. let se Blakemore připojil ke svému příteli Richardu Sadlerovi jako lektor na Derby College of Art pod vedením Billa Gaskinse. Měl vliv na mladou generaci, která, jak uvádí Eamonn McCabe, „se může považovat za šťastnou: je to muž s nesmírným šarmem a vřelostí a zná problémy, kterým musí jeho studenti čelit“. Sadler poznamenává, že:
Gaskins vedl v té době kurz, který je nyní považován za iniciátor oživení krajinářské i kreativní fotografie v Británii. Kurz zároveň položil základní kámen nového stylu fotografického vzdělávání, jehož účinky pociťujeme dodnes. Pro Johna to znamenalo sdílení jeho technických znalostí a kreativních nápadů při výuce studentů. Kurz vyžadoval a povzbudil lektory i studenty, aby dosáhli fotografické dokonalosti ve spojení s nejmodernějšími organizacemi dne. Tyto ideály se Johnovi zalíbily a tvrdě na jejich dosažení pracoval. Sedmdesátá léta zaznamenala veřejnou podporu a zájem o fotografii, což vedlo k založení galerií, stipendií Arts Council a vydávání fotografických knih. 
V roce 1977 založil Colin Thomas komunitní projekt Aware Photographic Arts se sídlem v Liverpoolské Lark Lane, kde John Blakemore a další vedli workshopy pro tisíce znevýhodněných účastníků od malých dětí a nezaměstnaných dospělých až po důchodce a vystavovali svá díla v supermarketech, domovech pro seniory, v knihovnách a na festivalech. Blakemore dvacet let po založení své nadace napsal, že Aware „nejen chápe a využívá demokracii obrazu, ale žije v demokracii založené na přístupu pro všechny“.
V roce 1978 byl Blakemore uveden s Ernstem Haasem ve filmu Bryn Campbell's Exploring Photography III: The Landscape, vysílaném na BBC-2 Anglie. 
Od roku 1985 byl jedním z přispěvatelů společně s Peterem Turnerem, Fay Godwinovou a Lewisem Baltzem na workshopech v The Photographer's Place v Derby a v roce 1991 s Godwinovou, Derrym Brabbsem a Thomasem Joshuou Cooperem v Inversnaid Lodge poblíž jezera Loch Lomond a Trossachs. V roce 1990 také předvedl ukázky tisku a workshopy členům RPS ve své vlastní temné komoře na 2 Ferrestone Road, Hornsey, a v roce 1992 představil mistrovské kurzy v Duckspool Photographers, Somerset, s Paulem Hillem, Fay Godwin, Martinem Parrem, Eamonn McCabe, Peter Goldfield, Tom Cooper, Brian Griffin, Roger Mayne a Sue Davies. Blakemore, ve svých osmdesáti letech, v roce 2019 stále vedl polygrafické workshopy v The Photo Parlour, Nottingham.
Blakemore se v roce 2001 stal emeritním profesorem fotografie na univerzitě v Derby.

## Kritika
Mezi první recenzenty Blakemoreova díla patřila Merete Batesová v The Guardian z 13. října 1975, která kritizovala jeho výstavu v galerii Impressions pořádanou vedle fotožurnalistiky Berta Hardyho :
John Blakemore se soustředí na krajinu. Jeho fotografie jsou malé, osobní, intenzivní a vyhledávají poetické obrazy, které mají zvláště lidský význam. Rány stromů se například zaměřují na kůru vydlabanou a zjizvenou jako maso, na větve pokroucené a zauzlované jako revmatismus, na stromy holé a odumírající mezi okolním listím. V Metamorphoses voda zmrzne a rozmrzne. Dokonce i v tradičnější přímořské krajině s východem slunce nad ústím řeky Mawdach zprostředkovává Blakemore zvláštní, nehybnou, ostrou melancholii. Jeho selhání, pokud vůbec nějaké, nepochází z nedostatku vize, ale z nedostatečně sledovaných obrazů. V tiscích je celková temnota, která téměř zakrývá obsah. A dokonce i Wounds of Trees by mohly být nasnímány rozhodněji a dramatičtěji.
Bryn Campbell, recenzující Mezinárodní ročenku Creative Camera 1976, poznamenává k portfoliu jedenácti snímků od Blakemora, které jsou vedle cyklů od Lisette Modelové (12 obr.), Ansela Adamse a Markéty Luskačové, které:
ve výročním ročníku silně zatíženém krajinářskými snímky je povzbudivé, že není vidět žádný jasněji – jak by řekl Weston – ani důstojněji než to nejlepší od Johna Blakemora.

V roce 1989, s nástupem postmodernismu, kdy byl Blakemore zahrnut do Through the Looking Glass v Barbican Centre, ho fotograf a kritik Eamonn McCabe umístil jako tradicionalistu:
Současní učitelé jsou v show dobře zastoupeni a spadají do dvou kategorií – fotografové, kteří pracují v tradičním smyslu, jako je John Blakemore, jehož jemné krajinky a obrázky tulipánů (současná vášeň) kontrastují s konceptuálním umělcem Victorem Burginem, který je jedním z hlavních pojítek mezi avantgardním uměním a fotografií. 
Nicméně McCabe v recenzi o dva roky později, právě když se digitální zobrazování stávalo životaschopným, dává jasně najevo svůj respekt k Blakemoreovi jako k „řemeslníkovi“, s „nehty na rukou obarvenými do hněda po hodinách ponořených do vývojky“ a vysvětluje, že fotograf se uchýlil k zátiší:
Fascinuje ho složitost formy a pohled na originální tisk potvrzuje jeho nasazení a vynikající tiskařské schopnosti. Jeho raná post-fotožurnalistická tvorba byla zakořeněna v krajině, protože si užíval její krásu. Fotografie pro něj byla vždy o objevování a pomocí vícenásobné expozice tvořil jedny z nejznámějších snímků divoké přírody Anglie a Walesu. Ale s erozí půdy člověkem se už v divočině necítí svobodně a raději vytvářel své krajiny z trosek nalezených ve své zahradě. 
Dne 30. září 1992 v Banqueting House of Whitehall Palace předal Blakemore Yousuf Karsh tehdy nejcennější britskou cenu, 10 000 $ Fox Talbot Prize. Porotci poznamenali: "Toto je nejvyspělejší dílo mezi přihlášenými. Každá jednotlivá skvrna na jeho obrázcích je tam záměrně. Je v tom tajemství. Není to něco, co by se vám okamžitě vzdalo. Je to krásné." Byl nominován na cenu Fay Godwin, který vysvětlil:
„Johnovu práci miluji už mnoho let, sleduji jeho postup od tmy ke světlu, nehybnosti k plynutí, krajiny k vnitřní krajině (from landscape to ‚inscape‘). Nejenže je jedním z nejlepších učitelů v Británii, pro mě byl jedním z nejdůslednějších kreativních umělců působících v Británii během posledních 20 let. Několik let jsem měl pocit, že se jeho práci nedostává náležitého uznání. Jedinou publikací jeho práce byla kniha Arts Council z roku 1977 o jeho raných krajinách. Mainstreamoví vydavatelé byli příliš krátkozrací na to, aby se chopili příležitosti, ale minulý rok malá nefinancovaná galerie Zelda Cheatle s obrovskou vizí vydala ohromující sbírku jeho díla s názvem Inscape, přepychově vytištěnou Jacksonem Wilsonem. Velká retrospektiva Johnova díla byla zahájena v Derby, kde vyučuje, a cestuje po zemi. Následná témata v Johnově díle jsou dobře zastoupena a závěrečná práce přihlášená na tuto cenu zkoumá nadčasová metafyzická témata života a smrti s poetickou rezonancí, velkou krásou a úžasnou jistotou. 
Zelda Cheatle, která od roku 1989 Blakemora zastupovala, poznamenala, že v polovině 90. let stále převládal nedostatek akceptace média jako umění v Británii; když na veletrhu Art 96 v Islingtonu nabízela současné fotografie, bylo s nimi zacházeno hrubě a jediný, který prodala, byl Blakemore za 175 liber.

Simon James v recenzi Black and White Photography Workshop Johna Blakemora v roce 2005 popisuje jeho autora jako...
... jeden z těch vzácných jedinců v britské fotografii, jehož práce je známá a ceněná napříč celým spektrem řemesla. Ať už mluvíte s reklamními nebo redakčními fotografy, umělci nebo specialisty na temnou komoru, jeho pověst je držena ve stejné úctě. Jedna ze silných stránek jeho obraznosti spočívá v její dostupnosti. Je to práce, ke které může přistoupit a užít si ji i někdo úplně nový ve fotografii, přesto si zachovává mnohovrstevnatou propracovanost druhu, který je běžně odtržený od oblíbeného konce fotografické praxe...

... a všímá si svého „smyslu pro ironii“ v tom, že „přešel do tisku se svým definitivním pojednáním o černobílé fotografii právě v okamžiku, kdy většina fotografického světa zrychluje směrem k digitální budoucnosti. Ve skutečnosti na to odkazuje v úvodu i závěru." 
Harry Nankin řadí Blakemora mezi významné osobnosti jako jsou například „ Walter Chappell, William Clift, Wynn Bullock, Frederick Sommer, Sally Mann ve Spojených státech; [...] Thomas Joshua Cooper ve Spojeném království; a John Cato a Ian Lobb v Austrálie,“ kteří od poloviny 60. let využívali krajinu, aby, slovy Minora Whitea, „vyjadřovali své pocity jednoty s přírodou.

## Publikace
- 1976 John Blakemore c/o Arts Council of Great Britain, Londýn
- 1976 Blakemore, J., & Arnolfini Gallery. (1976). John Blakemore: A portfolio of photographs from the exhibition "Stand before the World." Bristol: Arnolfini Gallery.
- 1976 Portfolio of 11 landscape photographs in Turner, Peter; OSMAN, COLIN. 'Creative Camera' international year book. 1976. Creative Camera International Year Book. Coo Press Ltd ; London : Distributed by Gordon Fraser. ISSN 0306-3909.
- 1977 John Blakemore. British Image 3. London: Arts Council of Great Britain, 1977. Edited by Barry Lane, introduction by Gerry Badger. ISBN 0-7287-0107-3.
- 1977 British Journal of Photography Annual
- 1978 Catalogue Perspectives on Landscape, Arts Council of Great Britain, Londýn. Introduction by Bill Gaskins
- 1979 Spirit of Place: Photographs in Wales, 1971–78. Welsh Arts Council, 1979. ISBN 0-905171-40-3.
- 1981 Lexikon der Fotografen, Fischer Taschenbuch Verlag GmbH, Frankfurt am Main. Text: Jörg Krichbaum
- 1981 Portfolio Thistles, Londýn
- 1981 World Photography, Hamlyn, Londýn. Text: Bryn Campbell
- 1982 Contemporary Photographers, Macmillan, USA
- 1982 Dumont Foto 4, DuMont Buchverlag, Köln
- 1983 Macmillan Biographical Encyclopedia of Photographic Artists & Innovators, Macmillan, New York (USA). Text: Turner Browne & Elaine Paltrow
- 1985 Photography Annual, Popular Photography magazine[25]
- 1987 Blakemore, J., et al. (1987). Print room catalogue: John Blakemore, Manuel Alvarez Bravo, David Buckland, John Davies, Robert Doisneau, Fay Godwin, Bert Hardy, O. Winston Link, Roger Mayne, Graham Smith, Humphrey Spender, Paul Tanqueray. White Dove Press OCLC 81673886
- 1991 Inscape: Photographs by John Blakemore. London: Zelda Cheatle Press, 1991. ISBN 0-9518371-0-9.[26]
- 1994 The Stilled Gaze. Londýn: Zelda Cheatle Press, 1994. ISBN 0-9518371-6-8.
- 2000  Arcana naturae : Von den Geheimnissen der Natur. [s.l.]: Haus der Fotografie Dostupné online.
- 2005 John Blakemore's Black and White Photography Workshop. Newton Abbot: David & Charles, 2005. ISBN 0-7153-1720-2 (hardcover), ISBN 0-7153-1721-0 (paperback).[22]
- 2011 John Blakemore Photographs 1955–2010 Stockport: Dewi Lewis, 2011. ISBN 978-1-907893-12-4. Esej: Jane Fletcher.[4]

## Výstavy

### Samostatné
- 1964: Area in Transition, Coventry College of Art, Great Britain[3]
- 1965: Girls School, City Architects Gallery, Coventry, Great Britain[3]
- 1966: City Architects Gallery, Coventry, Great Britain[3]
- 1967: Two Photographers, Belgrade Theatre, Coventry, Great Britain[3]
- 1972: Midland Group Gallery, Nottingham, Great Britain[3]
- 1972: Morgan Gallery, Coventry, Great Britain[3]
- 1973: Midland Group Gallery, Nottingham, Great Britain[3]
- 1975: A Vision of Landscape, Impressions Gallery, York, Great Britain[3]
- 1976: John Blakemore: Stand Before The World, An Exhibition of Photographs, Arnolfini Gallery, Bristol[2]
- 1976: The Photographers' Gallery, Londýn (where Blakemore showed alongside David Moore)[3][27]
- 1978: Michael House School, llkeston, Great Britain[3]
- 1979: Photographic Gallery, Cardiff, Great Britain[3]
- 1980: Lila, The Photographers' Gallery, Londýn, Great Britain[3][28]
- 1981 Uppermill Gallery, Saddleworth[29]
- 1981: Contrasts Gallery, Londýn, Great Britain[3]
- 1981: Camera Obscura Gallery, Stockholm, Sweden[3]
- 1981: Impressions Gallery, York, Great Britain[3]
- 1990: The Photographers' Gallery, Londýn[30]
- 1991/92: John Blakemore, A Retrospective, Derby Museum and Art Gallery[31] at Beyond Landscape: first Derby Festival of Photography, Derby[32][33]
- 1991/92 John Blakemore: Inscape, Zelda Cheatle Gallery, Londýn[34][35]
- 1992: John Blakemore: Beyond Landscape 1971–91, Cambridge Dark Room, Cambridge[36]
- 1992: John Blakemore, Miller Gallery, 138 Spring St., New York[37]
- 1993: John Blakemore: Beyond Landscape 1971–91, retrospective of 100 images at RPS Gallery, Bath, with lecture by Blakemore, 6 Mar 1993[38][39]
- 1994: The Stilled Gaze, Zelda Cheatle Gallery, Londýn[40]
- 2005: John Blakemore: Tulipa, Hoopers Gallery, Londýn[41]
- 2011: John Blakemore: Photos 1950–2010, Hoopers Gallery, Londýn[42]

### Skupinové
- 1972: Festival, Nottingham, Great Britain[3]
- 1973: Serpentine Photography '73, Serpentine Gallery, Londýn, Great Britain[3]
- 1974: New Photography, Midland Group Gallery, Nottingham[3]
- 1974: 3 Photographers, Galleria II Diaframma, Milano, Italy[3]
- 1989: Through the Looking Glass, Barbican[43]
- 1990: Our Forbidden Land, with Paul Wakefield, Edwin Smith and Fay Godwin, Zelda Cheatle Gallery, Londýn
- 1990: Our Forbidden Land, with Paul Wakefield, Edwin Smith and Fay Godwin, Royal Photographic Society exhibition, Bath
- 1999: The Flower Show, Zelda Cheatle Gallery[44]
- 2000: Fleeting Arcadias with Ray Moore, Wingfield Arts and Music, Eye, Suffolk[45]
- 2016: Sundry Wanderings. The Landscape Photographs of John Blakemore and Paul Hill, James Hyman Gallery, Londýn[46]

## Ceny a ocenění
- Ceny umělecké rady
- 1992: Fox Talbot Award za fotografii[47][19]
- 1998: čestný člen Královské fotografické společnosti[1][2]

## Sbírky
- Arts Council of Great Britain[48]
- Victoria and Albert Museum[49]
- Hymanova sbírka britské fotografie[50]
- Library of Birmingham – Od roku 2010 je zde uložena velká část Blakemoreova archivu, zejména: Rané dokumentární portréty (1986–1988); Krajinářské fotografie (1970–1981); Fotografie zátiší (1980–2004); Tulipmania, Tulipa and other Tulip Studies (1980–2004); The Luminous Garden (1998–2002), dřívější expresivní barevná díla (1965–68) a Polaroidy (80. léta); Ručně vyráběné knihy a portfolia; Portfolia: Z15 (30 × 30), Zelda Cheatle Gallery; John Blakemore – Early Landscapes, Hoopers Gallery, 2004; a pracovní tisky, spisy, sešity, přípravné knihy, dopisy, katalogy a efeméry.